# Oliver Orozco
Oliver Samuel Orozco Traña (ur. 28 września 2007) – nikaraguański piłkarz występujący na pozycji pomocnika, od 2023 roku zawodnik Diriangén.